# Kazàtskaia Step
Kazàtskaia Step - Казацкая Степь (rus) - és un poble (un possiólok) de l'óblast de Bélgorod, a Rússia. El 2016 tenia 495 habitants. Pertany al districte (raion) de Gubkin.